# 陳臣忠
陳臣忠（？—？），字景周，號心謙，福建興化府莆田县人，軍籍，明朝政治人物。

## 生平
万历二十八年（1600年）庚子科福建乡试舉人，三十二年（1604年）甲辰科进士，户部觀政，初授廣州府推官，三十八年考察免官。三十九年改任建昌府教授，四十年升國子監博士，四十二年升南户部主事，次年奉差巡视银库，四十四年升郎中，四十五年京察被糾，四十八年降任南直和州判官。天启二年（1622年）改升潮州府同知，三年升刑部江西司员外，四年升郎中。崇祯元年（1658年）起復郎中，三年降为青州府推官，四年升南刑部山東司主事。著有《尺牍隽言》。

## 家族
曾祖陳叔度，壽官。祖父陳騰雲。父陳主策，舉人、通判、鄉大賓。